# (28587) Mundkur
(28587) Mundkur es un asteroide perteneciente al cinturón de asteroides, descubierto el 9 de marzo de 2000 por el equipo del Lincoln Near-Earth Asteroid Research desde el Laboratorio Lincoln, Socorro, Nuevo México.

## Designación y nombre
Designado provisionalmente como  2000 EG114. Fue nombrado por Naethan Sid Mundkur (nacido en 1995) quien fue finalista en el concurso de ciencias Intel Science Talent Search 2013 para estudiantes de último año de secundaria por su proyecto de ciencia de materiales. Asiste a la escuela secundaria duPont Manual Magnet High School, en Louisville, Kentucky.

## Características orbitales
Mundkur está situado a una distancia media del Sol de 2,348 ua, pudiendo alejarse hasta 2,506 ua y acercarse hasta 2,189 ua. Su excentricidad es 0,067 y la inclinación orbital 6,721 grados. Emplea 1313,80 días en completar una órbita alrededor del Sol.
Pertenece a la familia de asteroides de (4) Vesta.

## Características físicas
La magnitud absoluta de Mundkur es 14,92. Tiene 2,715 km de diámetro y su albedo se estima en 0,346.